# Cotachena whalleyi
Cotachena whalleyi is een vlinder uit de familie van de grasmotten (Crambidae), uit de onderfamilie van de Spilomelinae. De wetenschappelijke naam van deze soort is voor het eerst voorgesteld door Harjinder Singh Rose en Hans Raj Pajni in een publicatie uit 1977.
De soort komt voor in India.